# 橄榄背林鸲
橄榄背林鸲（学名：Stiphrornis erythrothorax pyrrholaemus）是加蓬特有的一个林鸲亚种。它们的喉部和胸部呈橙色，而腹部呈黄色，背部为橄榄绿色，头部羽毛为黑色，雌性与雄性的样貌相似，但雌性羽毛颜色并没有雄性鲜艳。
该亚种于2008年被描述并命名，其标本最早在1953年11月的奇班加被采集，该标本保存于法国国家自然历史博物馆内。现时它们正受到栖息地破坏的威胁。